# Black to the Future
Black to the Future ist ein Fusionalbum von Sons of Kemet. Die 2020 entstandenen Aufnahmen erschienen am 14. Mai 2021 als Doppel-LP, Compact Disc und Download auf Impulse! Records. Thematisch konzentriert sich die Musik und Songtexte auf den Sommer 2020, der von den Protesten nach George Floyds Tod und den anschließenden Protesten von Black Lives Matter beeinflusst wurde. Es ist das vierte Album der Gruppe um Shabaka Hutchings. Das Album wurden von zahlreichen Kritikern zu den besten Jazzalben des Jahres gezählt. „Ihre Songs thematisieren Unterdrückung und Befreiung, individuellen Kampf und kollektiven Triumph, mit Mut und Anmut, atemberaubender Agilität und erdverbundener Überzeugung.“

## Hintergrund
Sons of Kemet wird von dem Tenorsaxophonisten, Klarinettisten und Komponisten Shabaka Hutchings geleitet, der zu den Protagonisten der neuen Welle von Musikern zählt, die in der Londoner Jazzszene seit Mitte der 2010er-Jahre entstanden sind, notierte Chris May (All About Jazz). Die anderen Musiker des Quartetts sind der Tubist Theon Cross und die Schlagzeuger Edward Wakili-Hick und Tom Skinner.
Die Aufnahmen entstanden mit einer Starbesetzung von Gästen wie dem britischen Saxophonisten Steve Williamson, der Chicagoer Bandleaderin/Sängerin Angel Bat Dawid, der amerikanischen Dichterin Moor Mother, dem britischen Grime MC D Double E, dem britischen Rapper Kojey Radical, der Sängerin Lianne La Havas und dem Dichter Joshua Idehen. Das Album wurde 2020, in der Zeit nach der Tötung von George Floyd aufgenommen. Die Titelliste des Albums ergibt ein Gedicht, elf kurze Zeilen, die ein paar Jahrhunderte afrikanischer Geschichte in der Diaspora überfliegen, von den verschleppten Königen und Königinnen der Vergangenheit bis hin zum globalen Aufruhr der Gegenwart: „Field Negus“ und „Pick Up Your Burning Cross“ lauten die ersten beiden, „Throughout The Madness, Stay Strong“ und „Black“ die letzten Titelzeilen.
Im Stück „Pick Up Your Burning Cross“ ist das brennende Kreuz, Symbol des Ku-Klux-Klan-Terrors, das Thema, das in dem Song aufgenommen wird, mit Unterstützung von Angel Bat Dawid (Klarinette) und Moor Mother (Gesang).
Der Albumtitel bezieht sich auf den Essay des Kulturkritikers Mark Dery „Black to the Future“ von 1994 über den Afrofuturismus.

## Titelliste
- Sons of Kemet: Black To the Future (Impulse! B0033376-02)[7]

1. Field Negus (Text: Joshua Idehen) 3:03
2. Pick Up Your Burning Cross (Angel Bat Dawid, Moor Mother) 3:44
3. Think of Home 3:32
4. Hustle (Text: Kojey Radical) 5:18
5. For the Culture (Text: D Double E) 4:01
6. To Never Forget the Source 2:55
7. In Rememberance Of Those Fallen 5:06
8. Let the Circle Be Unbroken 6:29
9. Envision Yourself Levitating 8:23
10. Throughout The Madness, Stay Strong 5:53
11. Black (Text: Joshua Idehen) 2:42

Wenn nicht anders vermerkt, stammen die Kompositionen von Shabaka Hutchings.

## Rezeption
Das Album wurde in zahlreichen Zeitschriften rezensiert und allgemein positiv aufgenommen; so schrieb die Berliner Zeitung: „Black to the Future“ sei „ein wütendes, ein drängelndes, ein wehmütiges, ein hoffnungsvolles“ Werk, und zweifellos eines der aufregendsten des Jahres. „Jazz hin oder her – die Gruppe Sons of Kemet schwimmt derart kraftvoll durch diverse Strömungen, dass sie auch die Bleiweste aus Genre-Ideen nicht aufhält.“ The Guardian lobte, den Sons of Kemet sei „ein beredter Tanz zwischen Wut und Freude“ gelungen. Es sei schwer, die Bedeutung von Sons of Kemets Shabaka Hutchings zu überschätzen, einem Saxophonisten, dessen unerbittliche Energie und Pioniergeist der Schlüssel zur Entwicklung der britischen Jazzszene im letzten Jahrzehnt gewesen sei.
Frank Sawatzki vergab im MusikExpress fünfeinhalb von sechs möglichen Sterne und fasste in seiner Besprechung seinen Eindruck so zusammen: Die „Band verwandelt die aktuellen Proteste und Klagen der afroamerikanischen Community in eindrucksvollen Jazz, der weit über Jazz hinaus reicht.“ Diese Bauchmusik ziehe eine Linie vom Black-Lives-Matter-Protest der Gegenwart bis zu den Klage- und Bürgerrechts-Liedern der Vergangenheit. Kai Brands (WDR) meinte, mit Black to the Future habe Hutchings mit Sons of Kemet ein weiteres gelungenes „Gesamtkunstwerk“ geliefert, das nicht nur wegen seiner Botschaft überzeuge, sondern auch durch seinen bemerkenswerten Sound, der von Saxophon, Tuba und ausgefeilten Percussions getrieben und geprägt sei.

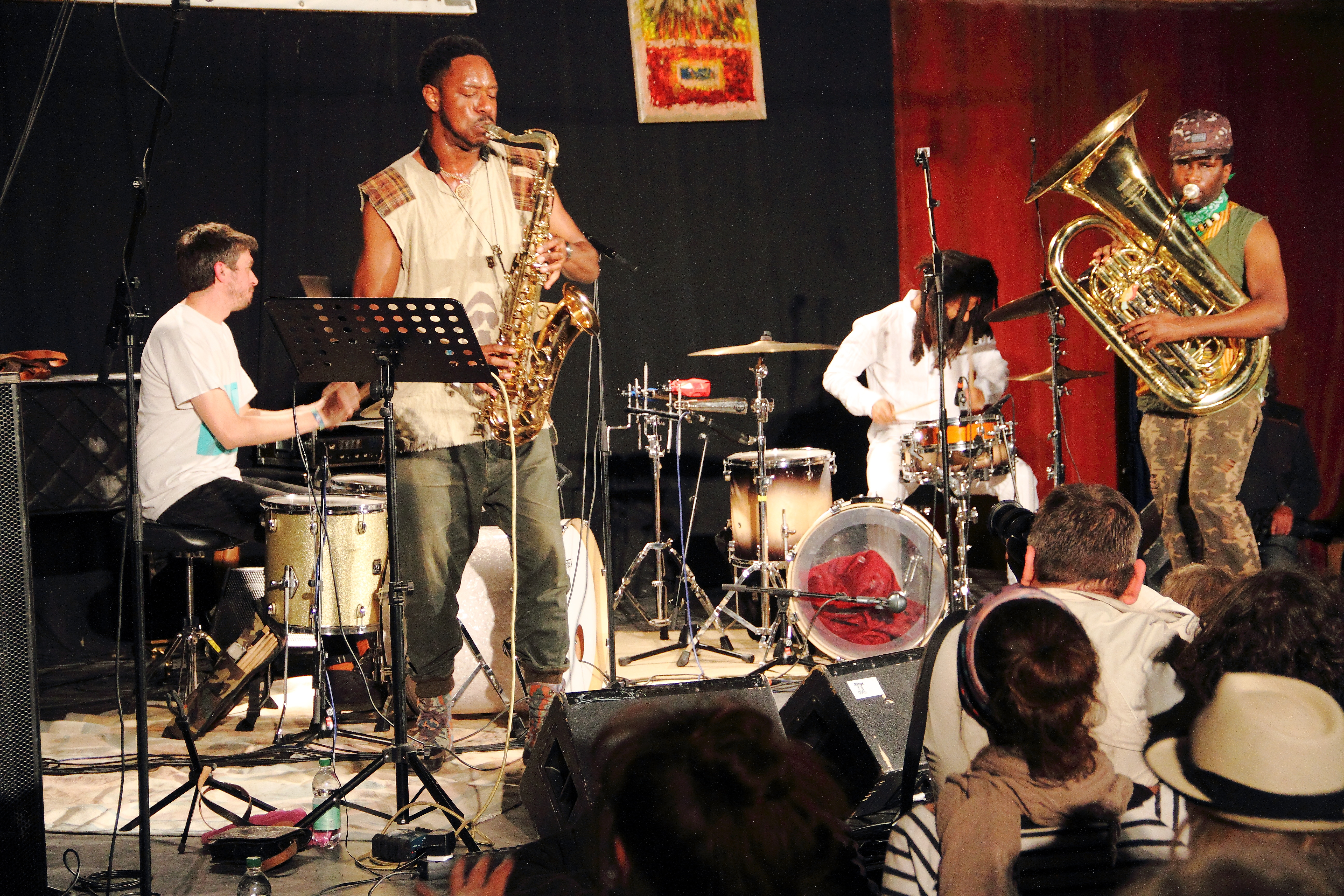
Sons of Kemet auf dem INNtöne Jazzfestival 2018.

Thom Jurek verlieh dem Album in Allmusic viereinhalb von fünf Sternen und schrieb, Black to the Future trage die Fackel der musikalischen Polemik von Max Roachs We Insist! Freedom Now Suite, Archie Shepps Attica Blues und Gil Scott-Heron und Brian Jacksons It's Your World bis hin zu Linton Kwesi Johnsons Bass Culture, Rip, Rig & Panic's Attitude und Public Enemy's It Takes a Nation of Millions to Hold Us Back. Sons of Kemet thematisieren die Erfahrung des Schwarzseins von der kolonialen Sklaverei bis zum internationalen Aufstieg von Black Lives Matter inmitten des Kampfes um Selbstbestimmung, während sie künstliche Grenzen zwischen Jazz, Dub, Highlife, Afrobeat, Calypso, Rap, Funk und Soul auslöschen, ohne steriles Gehabe. Black to the Future sei eine erstaunliche Leistung, so Jureks Resümee. „Musikalisch und kulturell denken Sons of Kemet nicht nur ganzheitlich an eine Zukunft, sie beginnen bereits jetzt, eine zu erschaffen.“
Hubert Adjei-Kontoh meinte in Pitchfork Media, weil es Geist und Körper bewegen soll, biete Black to the Future nur wenig visionäre Improvisationen. In den späten 1960er Jahren hätten Gruppen wie das Art Ensemble of Chicago Konfliktmomente durch herausfordernde Experimente verarbeitet; die Sons of Kemet würden stattdessen „tanzbare, zugängliche Ausdrucksformen der Freude“ bevorzugen. Nach dem didaktischen Ausbruch der ersten Hälfte, biete die zweite Hälfte hauptsächlich pulsierende Instrumentalstücke. Zwar könne Hutchings beim Improvisieren ans Limit gehen, aber hier schwäche er dies ab. Solos seien selten, und er weiche selten von der Melodie ab. Dennoch würden sich in Songs wie „Let the Circle be Unbroken“ und „Envision Yourself Levitating“ einige tauge Kanten finden, so der Autor. Gegen Ende des ersten Teils erreiche sein Spiel ein hohes Knurren, und letzteres endet mit einer Art von Darbietung, die einen fragen lässt, wie jemand eine so erstaunliche Reihe von Tönen auf so kleinem Raum unterbringen kann. Es sei ein atemberaubender Moment, aber Hutchings konzentriere sich nicht so darauf, auf sich aufmerksam zu machen: Während seine gesamte Community nach vorne marschiert, liefern Sons of Kemet den Soundtrack.
Nach Ansicht von Chris May, der das Album in All About Jazz rezensierte, gehört zu den Hauptattributen von Sons of Kemet – und auch von Shabaka & The Ancestors und The Comet Is Coming –, dass die Musik, so anspruchsvoll die Musik auch sein mag, auch mit den gelebten Erfahrungen ihres Publikums mitschwinge. Sie habe eine Kantigkeit, gleichzeitig ein Gefühl von Dramatik, Gefahr und auch Heilung, die 2021 in so viel Jazzmusik gefehlt habe und seit den Zeiten von Bebop der ersten Generation, Hardbop und Spiritualität immer mehr im Jazz fehlen würde. Dies habe ein Vakuum hinterlassen, in das sich Hip-Hop und andere Musikrichtungen hineinbewegt hätten.

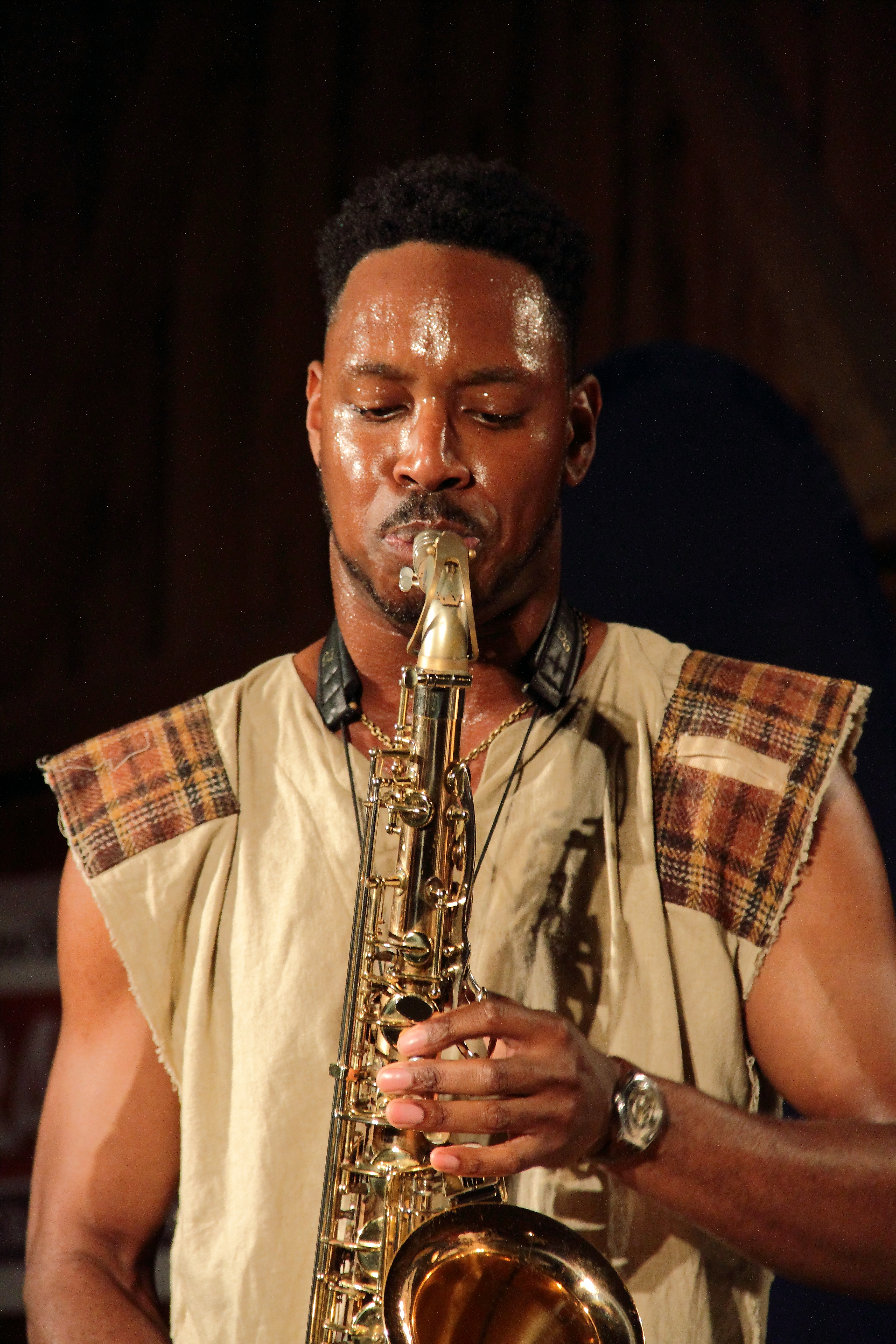
Der Saxophonist Shabaka Hutchings mit Sons of Kemet auf dem INNtöne Jazzfestival 2018

Dhruva Balram schrieb im New Musical Express, das Album sei „die Art von karriereprägendem Werk, das Sons of Kemet als eigenständige Jazzgrößen ausmacht“. Über diese elf Tracks hinweg hätten Sons of Kemet ein Narrativ geschaffen, „in der schwarze Menschen sich von den Zwängen der Unterdrückung befreien, eine Botschaft, die durch die hinreißende und improvisatorische Free-Jazz-Instrumentierung des abschließenden Tracks verstärkt wird, die Idehens pointierten Monolog untermauert, während er in den Äther schreit: ‚Dieser schwarze Kampf ist Tanz / Dieser schwarze Schmerz ist Tanz / Lass Black einfach sein / Du hast bereits die Welt / Lass Black einfach / Lass uns in Ruhe‘“
Jeff Tamarkin schrieb in JazzTimes, auf Black to the Future erweitere die Band klangliche Konzepte, die erstmals 2018 auf dem außergewöhnlichen Your Queen Is a Reptile aufgetaucht seien. Diese elf Tracks hätten mehr Dringlichkeit, ein angespanntes Gefühl für ein bevorstehendes, aber undefiniertes Etwas. Fesselnd wären die fieberhaften Instrumentalstücke, so der Autor: Das federnde Wechselspiel zwischen Hutchings und Cross auf Tracks wie „In Remembrance of These Fallen“ und „Throughout the Madness, Stay Strong“ werde durch die unerbittlich lodernde Percussion gespeist. Es verstärke und erzeuge eine dichte Atmosphäre.
Cal Cashin (The Quietus) lobte, die Reichweite von Black to the Future sei immens. Die stark emotionalen Passagen hätte eine große Tiefe, die Momente ungezügelter Energie seien berauschend und die meditativen Momente erreichten wahre Höhepunkte der Schönheit. Die Welt sei aus einer ganzen Reihe von Gründen schrecklich und müsse dringend umgestaltet werden. „Es wäre sicherlich naiv, so zu tun, als könnte eine Platte das ändern, aber wenn dieses Quartett in vollem Gange ist, kann man zumindest hoffen.“